# Komitet Porozumiewawczy Organizacji Niepodległościowych
Komitet Porozumiewawczy Organizacji Niepodległościowych (albo Komitet Porozumienia Organizacji Niepodległościowych)  – utworzona 21 kwietnia 1940 roku platforma współpracy części organizacji konspiracyjnych, które nie podporządkowały się Związkowi Walki Zbrojnej.
KPON został utworzony w czasie, kiedy nastąpił kryzys w działalności Centralnego Komitetu Organizacji Niepodległościowych i miał zastąpić tę organizację w roli krajowego centrum konspiracji niezależnej od ZWZ. Uchwała inaugurująca powstanie KPON przewidywała, że Wydział Wykonawczy KPON będzie krajową władzą dyspozycyjną odpowiedzialną bezpośrednio przed rządem generała Sikorskiego. W skład Wydziału Wykonawczego mieli wejść członkowie Biura Politycznego CKON oraz przedstawiciele organizacji, które zgłosiły akces do KPON.
Uchwałę o utworzeniu KPON podpisały następujące organizacje:
- grupa Henryka Boruckiego (ps. "Czarny") (wywodząca się z Komendy Obrońców Polski (KOP))
- Gwardia Ludowa (wywodząca się z KOP)
- Obrońcy Polski (wywodzący się z KOP)
- Obrońcy Polski "Pomorze" (wywodzący się z KOP)
- Miecz i Pług
- Polska Niepodległa
- Tajna Armia Polska
- "Znak"
- "Pobudka"
- Związek Czynu Zbrojnego
- Organizacja Wojskowa inż. Witolda Orzechowskiego
- Gwardia Obrony Narodowej

Działalność Komitetu była krótkotrwała. Część organizacji wycofała się ze współpracy, część dążyła do jej zacieśnienia, podejmując negocjacje w sprawie utworzenia jednolitej struktury. Przyjęła ona ostatecznie nazwę Konfederacji Narodu.
Bibliografia:
Przy opracowywaniu hasła korzystano z:
- Kazimierz Krajewski, Uderzeniowe Bataliony Kadrowe 1942-1944, Warszawa 1993.
- Kazimierz Malinowski, Tajna Armia Polska. Znak. Konfederacja Zbrojna. Zarys genezy, organizacji i działalności, Warszawa 1986.

Inne pozycje dotyczące tematu:
- Jan Rzepecki, Kierownictwo polityczne polskiego podziemia wojskowego w latach 1939-1941, [w:] "Przegląd Historyczny" 1974, nr 1.
- Tadeusz Tarnogrodzki, Ryszard Tryc, Polskie organizacje konspiracyjne w kraju 1939-1945. Krótki informator encyklopedyczny, [w:] "Wojskowy Przegląd Historyczny" 1966, nr 4.